# 12 (альбом)
12 — четвёртый студийный альбом рэп-исполнителя Face, выпущенный 1 октября 2019 года, выход которого был анонсирован в Instagram. Название альбома является отсылкой к поэме Александра Блока «Двена́дцать».

## Описание
Альбом содержит 10 сольных композиций, посвящённых проблемам детства, нынешнего времени и взаимоотношениям государства и правоохранительных органов с народом.

## Список композиций
| №                   | Название            | Текст песни         | Музыка                  | Длительность |
| ------------------- | ------------------- | ------------------- | ----------------------- | ------------ |
| 1.                  | «Выходи»            | Иван Дрёмин         | ArcazeOnTheBeat         | 2:41         |
| 2.                  | «Лабиринт»          | Иван Дрёмин         | Wheezy                  | 2:49         |
| 3.                  | «Мистер»            | Иван Дрёмин         | ArcazeOnTheBeat         | 2:07         |
| 4.                  | «Друзья»            | Иван Дрёмин         | Accent Beats            | 2:34         |
| 5.                  | «Провод»            | Иван Дрёмин         | Zero Beatz              | 4:06         |
| 6.                  | «Бедному»           | Иван Дрёмин         | Sam Brodie Tyler Tracey | 2:50         |
| 7.                  | «Снегоход»          | Иван Дрёмин         | M.L.J. Tha Beatmaker    | 2:57         |
| 8.                  | «Крепостная»        | Иван Дрёмин         | Payday Frank Packer     | 2:30         |
| 9.                  | «Восхитительно»     | Иван Дрёмин         | Accent Beats            | 3:12         |
| 10.                 | «Скрижаль»          | Иван Дрёмин         | NextLane Beats          | 2:48         |
| Общая длительность: | Общая длительность: | Общая длительность: | Общая длительность:     | 28:34        |